# 조르주 상드

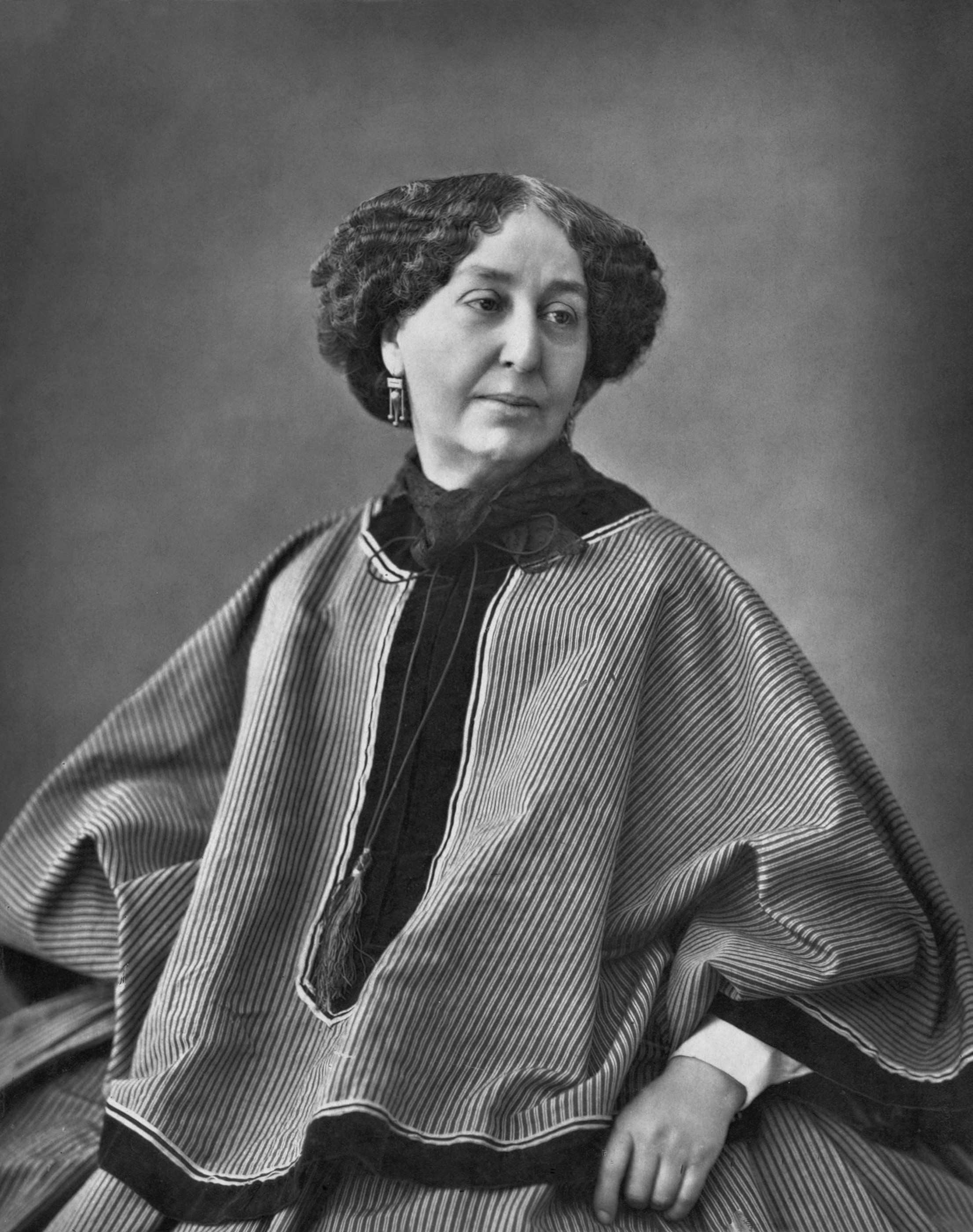
1864년 사진작가 나다르가 촬영한 조르주 상드의 사진

조르주 상드(프랑스어: George Sand, 문화어: 죠르쥬 쌍드, 1804년 7월 1일 ~ 1876년 6월 7일)는 자유 분방한 연애로도 유명한 프랑스의 소설가이다. 본명은 아망틴 뤼실 오로르 뒤팽(Amantine Lucile Aurore Dupin)이다.

## 생애
파리에서 태어나 4세 때 아버지를 여의고 중부 프랑스의 베리주 노앙에서 할머니 손에서 자랐다. 루소를 좋아하는 고독한 소녀 시절을 보냈다. 1822년 12월 10일, 18세 때 지방의 귀족인 뒤드방 남작과 결혼하였으나 행복한 결혼 생활은 오래 가지 못하고, 1831년 두 아이를 데리고 집을 나와 파리로 옮겼다. 1832년 친구의 권유로 신문소설 《앵디아나》를 써서 일약 유명해지면서부터 남장 차림의 여인으로 문인들 사이에 끼어 문필활동을 계속하였다. 그의 자유 분방한 생활은 남들의 이목을 집중시켰으며, 특히 시인 뮈세와 음악가 쇼팽과의 모성적인 연애사건은 너무나도 유명하다.
상드는 이처럼 72년의 생애 동안 우정과 사랑을 나눈 사람들이 2,000명이 넘는 신비와 전설의 여인이었으며 정열의 화신이었고 ‘사랑의 여신’이었다. 그의 일생은 모성애와 우애와 연애로 일관된 자유 분방한 생애로서 그야말로 낭만파의 대표적 작가다운 모습을 보여 주여주고 있으며, 선각적인 여성해방운동의 투사로서도 재평가되고 있다.

## 문학 활동
그는 뮈세와 쇼팽 등의 예술을 사랑하였으며, 2월 혁명 때에는 크게 활약하였다. 그의 문학 활동은 크게 4기로 나누는데, 자서전적인 작품을 쓴 제1기에는 <앵디아나>, <발렌티>, <렐리아> 등이 있으며, 인도주의와 사회주의적인 작품을 쓴 제2기에는 <프랑스 여행의 길동무>, <안지보의 방앗간지기> 등이 있다. 제3기는 전원 소설인 <마의 늪>, <사랑의 요정> 등이 있고, 제4기는 동화와 희곡을 쓴 안정된 말년의 시대로서 <빌르메르 후작>과 그의 최고 걸작인 <내 생활의 역사>가 있다. 그의 작품에는 인도적인 이상주의와 자연에 대한 깊은 사랑이 넘쳐 있으며, 스탈 부인과 함께 유럽 여성 문학의 창시자이다.

## 기타
- 일반적인 프랑스어 발음 및 표기법에 의하면 "Sand"에서 "d"는 묵음으로 발음되지 않기 때문에 "상"으로 표기해야 하지만, 조르주 상드의 성 "Sand"는 한때 연인이었던 쥘 상도(Jules Sandeau)의 성(姓)인 상도(Sandeau)를 축약한 필명이기 때문에 'd' 발음을 해주어야 한다. 그래서 "상드"로 표기한다.

## 주요 작품
- 연애 소설 《앵디아나》 (1832년)
- 자서전적 애정소설 《렐리아》 (1833년)
- 인도주의적 사회소설 《콩쉬엘로》 (Consuelo, 1842년)
- 전원소설 《마(魔)의 늪》 (1846년)
- 《기아 프랑수아》 (1848년)
- 《사랑의 요정》 (1849년)
- 《피리 부는 사람들의 무리》 (1853년)
- 회상록 《내 생애의 역사》 (1854년 ∼ 1855년) 등.

특히 그의 편지(26권)는 서간 문학의 최고봉으로 꼽힌다.